# Караково (Башкортостан)
Караково (баш. ) — упразднённая в 2005 году деревня в Краснокамском районе Республики Башкортостан Российской Федерации. Входила на год упразднения в состав Раздольевского сельсовета. Жили марийцы (1959, 1972).

## География
Находилась на р. Амзя (бассейн р. Камы), примерно в 700 метрах к северо-западу от села деревни Большая Амзя; в 19 км к востоку от райцентра и в 18 км к юго-востоку от ж.‑д. станции Камбарка (Удмуртия).

### Географическое положение
Расстояние (по данным на 1 июля 1972 года) до:
- районного центра (город Нефтекамск): 19 км,
- центра сельсовета (село Музяк): 6 км,
- ближайшей ж/д станции (Амзя): 3 км.

## История
Основана в 1930-е годы.
К 1972 году входила в Музяковский сельсовет.
Существовала до 1995 года в составе Музяковского сельсовета.
Исключёна из учётных данных официально в 2005 году как деревня Раздольевского сельсовета, согласно Закону Республики Башкортостан от 20 июля 2005 года № 211-з «О внесении изменений в административно-территориальное устройство Республики Башкортостан в связи с образованием, объединением, упразднением и изменением статуса населённых пунктов, переносом административных центров».

## Население
В 1939 насчитывалось 72 человека, в 1959 — 88, в 1969 — 63, в 1989 — 4 жителя.

## Транспорт
Через центр деревни проходит местная дорога. 